# Samoglav Gamgi
Samoglav Gamgi ali Samo (v originalu Samwise Gamgee) je namišljena oseba iz Tolkienove mitologije. Je preprost hobit, ki dela pri Frodu kot vrtnar. Ko Frodo odide uničit Prstan Mogote, gre Samo z njim. Skupaj odideta na težko pot mimo mnogih ovir in nazadnje uspešno rešita nalogo.
Je eden izmed glavnih akterjev pri obnovi Šajerske. Samo se nato poroči z Rozi ter ima z njo veliko otrok, ki jih poimenuje po članih Bratovščine, razen prvorojene Elanor. Vmes je sedemkrat izvoljen za župana Šajerske. Kasneje  pa kot zadnji Prstanonosec odide v Sive Pristane in odpluje na Zahod. Ob odhodu ima 102 leti.
V filmski trilogiji rešiserja Petra Jacksona ga je odigral Sean Astin.